# Heinrich Koppe
Heinrich Koppe (* 26. März 1891 in Nordhausen; † 9. November 1963 in Braunschweig) war ein deutscher Luftfahrtingenieur, Flugmeteorologe und Hochschullehrer an der Technischen Hochschule Braunschweig.

## Leben und Werk
Der Sohn des Verlagsbuchhändlers Julius Koppe (1850–1926) und der Bremer Kaufmannstochter Luise, geb. Bullerdieck (1866–1952) schloss 1910 das königliche Realgymnasium in Nordhausen ab. Er studierte von 1910 bis 1912 und von 1919 bis 1920 Mathematik und Naturwissenschaften in Jena und Halle. Während seines Studiums wurde er Mitglied der Burschenschaft Germania Jena. Zu seinen akademischen Lehrern zählte der Meteorologe Albert Wigand. Während des Ersten Weltkriegs leistete er 1914 bis 1918 Kriegsdienst als Luftschiffer und Meteorologe, u. a. an der Westfront, in der Türkei und in Damaskus. Er wurde 1920 in Halle bei Wigand zum Dr. phil. promoviert. Von 1920 bis 1930 war Koppe Abteilungsleiter der physikalischen Abteilung der Deutschen Versuchsanstalt für Luftfahrt (DVL) in Berlin-Adlershof. Im Jahre 1925 habilitierte sich Koppe an der Technischen Hochschule Berlin. 
Auf den Jahrestagungen der Wissenschaftlichen Gesellschaft für Luftfahrt (WGL) in den Jahren 1928 und 1929 befürwortete er gegen weite Teile der Fachwelt die Notwendigkeit des Instrumentenflugs, also des Blindflugs nach Instrumenten.
Im Oktober 1930 erhielt Koppe von der Technischen Hochschule Braunschweig einen Lehrauftrag für Flugnavigation und Flugmessgerätekunde. Er wurde 1931 planmäßiger außerordentlicher und 1934 ordentlicher Professor für Luftfahrtmesstechnik. 1930 rief er mit Hilfe des Hochschulbundes und der Braunschweiger Flughafen-Gesellschaft ein zunächst privates „Institut für Luftfahrtmeßtechnik und Flugmeteorologie“ am Flugplatz Broitzem ins Leben. Dieses wurde 1934 der TH Braunschweig angegliedert. Seit 1936 wurde die TH Braunschweig als Luftfahrtlehrzentrum ausgebaut, wobei Koppe maßgeblich am Aufbau von vier Luftfahrtinstituten am Flughafen Braunschweig-Waggum mitarbeitete. Zwischen 1938/39 und dem Ende des Zweiten Weltkriegs ging aus den Instituten eine hohe Zahl von Luftfahrtingenieuren hervor.
Die Luftfahrtabteilung der TH Braunschweig wurde 1945 nach Kriegsende aufgelöst. Koppe erhielt einen Lehrstuhl für Messtechnik und Meteorologie und konnte erst 1952 die luftfahrttechnische Lehrtätigkeit wieder aufnehmen. In Braunschweig fand 1952 die erste flugwissenschaftliche Tagung im Nachkriegsdeutschland statt, wobei Koppe den Hauptvortrag „Luftfahrt – ein Menschheitsproblem“ beisteuerte. Im Rahmen der Tagung wurde die 1936 aufgelöste WGL wiedergegründet. Koppe konnte 1955 wieder in sein altes, während des Krieges wenig beschädigtes Institutsgebäude in Waggum einziehen. Er wurde 1959 emeritiert, übte aber noch bis 1961 die Vertretung am Nachfolgelehrstuhl am Institut für Geophysik und Meteorologie aus. Zwischen 1953 und 1961 leitete Koppe auch das Institut für Luftfahrzeugführung an der heutigen Deutschen Forschungsanstalt für Luft- und Raumfahrt e. V. (DLR) in Braunschweig. Er war im wissenschaftlichen Beirat der 1952 gegründeten Bundesanstalt Deutscher Wetterdienst tätig. Er gehörte auch dem Verein Deutscher Ingenieure (VDI)  mit der Mitgliedsnummer 520811 an und leitete den Arbeitskreis Luftfahrttechnik des Braunschweiger Bezirksvereins des VDI.
Ehrungen
Im Jahre 1961 wurde Koppe mit dem Großen Bundesverdienstkreuz ausgezeichnet. Seit 1943 war er ordentliches Mitglied der Braunschweigischen Wissenschaftlichen Gesellschaft.